# Anders Mossling
Pour les articles homonymes, voir Mossling.
Anders Mossling, né le 20 juillet 1963 à Vallentuna (Suède), est un acteur suédois,.

## Biographie
Anders Mossling reçoit une formation de comédien au Scenstudion à Stockholm et à l'Istituto di Arte Scenica en Italie. Il est actif dans plusieurs théâtres en Norvège, au Danemark et en Suède depuis 1999, notamment au Théâtre royal, au Kulturhuset Stadsteatern et au Théâtre de la ville d'Uppsala,.
Avec sept autres comédiens, il dirige le collectif d'artistes Verk Produksjoner à Oslo. En 2017, il remporte le prix Guldbagge du meilleur rôle masculin pour le rôle de « 11811 » dans Yarden (sv) de Måns Månsson (sv).

## Filmographie partielle

### Au cinéma
- 2016 : Yarden (sv)
- 2019 : Britt-Marie var här (sv)
- 2020 : Le Gang Jönsson (Se upp för Jönssonligan)

### À la télévision
- 2018 : Bron (série télévisée)
- 2018 : Gråzon (sv) (série télévisée)
- 2018 : The Rain (série télévisée)
- 2019 : Hidden – Förstfödd (sv) (série télévisée)
- 2020 : Bäckström (sv) (série télévisée)
- 2021 : Älska mig (sv) (série télévisée)
- 2022-2023 : Carmen Curlers (série télévisée)
- 2024 : Whiskey on the Rocks (mini série)